# Région de Gibe
La région de Gibe (en amharique : ጊቤ) était une région historique du sud-ouest moderne de l'Éthiopie, à l'ouest de la Ghibie et Rivière Omos, et au nord de la Gojeb. C'était l'emplacement des anciens royaumes du Oromos et Sidamas du Gera, du Gomma, du Garo, Gumma, Jimma et Limmu-Ennarea.
Au nord de la région de Gibe se trouvait le clan Machaa des Oromo.
Concernant la formation de cinq États Gibe, les érudits ont tenté de les mettre en ordre au fur et à mesure qu'ils forment des États. Par exemple, le travail de Mahomet a été accepté, il avait brièvement expliqué la formation des cinq États Gibe avec leurs fondateurs/dirigeants respectifs. Selon lui, tous se sont formés au XIXe siècle ; c'est Abba Gomol (1800-1825) qui forma l'État de Limmu-Enarea. C'est Oncho Jilcha (1810-1830) qui fonda le royaume de Guma. C'est Abba Manno (1820-1840) qui a achevé le processus de formation de l'État à Gomma. C'est Abba Jifar I (1830-1854) qui acheva la formation du royaume de Jimma. C'est Tullu Gunji (1835) qui fonda l'État de Gera.
Jusqu'au milieu du XVIe siècle, cette région faisait partie des royaumes Sidama de Ennarea, du Hadiya, du Janjero et de Kaffa, États tributaires de la Dynastie salomonide. La zone a cependant été séparée lorsque les Oromo ont migré dans la région, détruisant Hadiya, isolant Janjero et réduisant la zone d'Enerea et de Kaffa. Dans la région de Gibe, les Oromo subissent l'influence culturelle du royaume de Kaffa, à qui ils empruntent le concept de royauté héréditaire (appelée Moti dans tous les royaumes sauf Limmu-Enerea, où pour des raisons historiques le roi était connu sous le nom de Supera), et la pratique consistant à délimiter les frontières de leurs États avec un système de barrières physiques.
Ces barrières étaient constituées de palissades ou haies mortes, qui pouvaient s'étendre sur des kilomètres, séparées des barrières du royaume voisin par une bande neutre (appelée « moga »), laissée inculte et habitée uniquement par des brigands. et les hors-la-loi. L'accès à chaque royaume était limité à des portes gardées appelées « kella », où des péages étaient perçus
Ces royaumes avaient une économie basée sur les exportations d'or, de civette musc, de café et d'esclaves. G.W.B. Huntingford explique que des esclaves ont été capturés lors de raids contre la tribu Macha au nord et lors de raids contre les royaumes Sidamo de Kaffa et Janjero ; il cite également des preuves démontrant que 7 000 personnes étaient vendues chaque année, certaines à des personnes en Éthiopie et d'autres à l'extérieur de ce pays
La région de Gibe, avec le reste du sud-ouest de l'Éthiopie, fut presque entièrement annexée entre 1886 et 1900 lors d'une série de conquêtes par les généraux de l'empereur Ménélik II. Le royaume de Jimma, grâce à une habile diplomatie, réussit à retarder ce sort jusqu'à la mort de son roi Abba Jifar II en 1932.